# Lista över fornlämningar i Varbergs kommun (Grimeton)
Lista över fornlämningar i Varbergs kommun (Grimeton) är en förteckning av ett urval av de fornlämningar som finns i Grimeton i Varbergs kommun.
| Namn                                 | Lämningstyp      | Tillkomsttid | Historisk indelning | Plats | Läge                 | ID-nr          | Bild                                      |
| ------------------------------------ | ---------------- | ------------ | ------------------- | ----- | -------------------- | -------------- | ----------------------------------------- |
| Slummestenen (Grimeton 1:1)          | Hög              |              | Grimeton, Halland   |       | 57.123607, 12.391575 | 10144900010001 | Ladda upp en till bild av detta fornminne |
| Slummestenen (Grimeton 1:2)          | Stensättning     |              | Grimeton, Halland   |       | 57.123535, 12.391802 | 10144900010002 | Ladda upp en bild av detta fornminne      |
| Broåsen, Götriks ring (Grimeton 3:1) | Gravfält         |              | Grimeton, Halland   |       | 57.122453, 12.394504 | 10144900030001 | Ladda upp en till bild av detta fornminne |
| Grimeton 6:1                         | Stensättning     |              | Grimeton, Halland   |       | 57.116539, 12.411772 | 10144900060001 | Ladda upp en bild av detta fornminne      |
| Grimeton 7:1                         | Stensättning     |              | Grimeton, Halland   |       | 57.116980, 12.411171 | 10144900070001 | Ladda upp en bild av detta fornminne      |
| Grimeton 8:1                         | Hög              |              | Grimeton, Halland   |       | 57.117280, 12.410508 | 10144900080001 | Ladda upp en bild av detta fornminne      |
| Grimeton 8:2                         | Stensättning     |              | Grimeton, Halland   |       | 57.117373, 12.410359 | 10144900080002 | Ladda upp en bild av detta fornminne      |
| Grimeton 8:3                         | Hög              |              | Grimeton, Halland   |       | 57.117583, 12.410143 | 10144900080003 | Ladda upp en bild av detta fornminne      |
| Grimeton 9:1                         | Hög              |              | Grimeton, Halland   |       | 57.117460, 12.402732 | 10144900090001 | Ladda upp en bild av detta fornminne      |
| Grimeton 9:2                         | Stensättning     |              | Grimeton, Halland   |       | 57.117240, 12.402909 | 10144900090002 | Ladda upp en bild av detta fornminne      |
| Grimeton 10:1                        | Stensättning     |              | Grimeton, Halland   |       | 57.122123, 12.415641 | 10144900100001 | Ladda upp en bild av detta fornminne      |
| Grimeton 10:2                        | Hög              |              | Grimeton, Halland   |       | 57.122032, 12.415830 | 10144900100002 | Ladda upp en bild av detta fornminne      |
| Grimeton 10:3                        | Stensättning     |              | Grimeton, Halland   |       | 57.121993, 12.415619 | 10144900100003 | Ladda upp en bild av detta fornminne      |
| Grimeton 10:4                        | Hög              |              | Grimeton, Halland   |       | 57.121855, 12.416076 | 10144900100004 | Ladda upp en bild av detta fornminne      |
| Grimeton 10:5                        | Hög              |              | Grimeton, Halland   |       | 57.121711, 12.416365 | 10144900100005 | Ladda upp en bild av detta fornminne      |
| Grimeton 11:1                        | Gravfält         |              | Grimeton, Halland   |       | 57.122236, 12.418282 | 10144900110001 | Ladda upp en bild av detta fornminne      |
| Grimeton 12:1                        | Stensättning     |              | Grimeton, Halland   |       | 57.122768, 12.421568 | 10144900120001 | Ladda upp en bild av detta fornminne      |
| Grimeton 13:1                        | Gravfält         |              | Grimeton, Halland   |       | 57.123940, 12.418217 | 10144900130001 | Ladda upp en bild av detta fornminne      |
| Grimeton 14:1                        | Röse             |              | Grimeton, Halland   |       | 57.125412, 12.424162 | 10144900140001 | Ladda upp en bild av detta fornminne      |
| Grimeton 15:1                        | Röse             |              | Grimeton, Halland   |       | 57.126163, 12.424967 | 10144900150001 | Ladda upp en till bild av detta fornminne |
| Grimeton 15:2                        | Röse             |              | Grimeton, Halland   |       | 57.126185, 12.425445 | 10144900150002 | Ladda upp en till bild av detta fornminne |
| Grimeton 15:3                        | Stensättning     |              | Grimeton, Halland   |       | 57.125648, 12.425545 | 10144900150003 | Ladda upp en bild av detta fornminne      |
| Grimeton 15:4                        | Stenkrets        |              | Grimeton, Halland   |       | 57.125763, 12.425468 | 10144900150004 | Ladda upp en bild av detta fornminne      |
| Grimeton 15:5                        | Stensättning     |              | Grimeton, Halland   |       | 57.126295, 12.424872 | 10144900150005 | Ladda upp en bild av detta fornminne      |
| Högaberg (Grimeton 16:1)             | Gravfält         |              | Grimeton, Halland   |       | 57.121200, 12.432003 | 10144900160001 | Ladda upp en till bild av detta fornminne |
| Grimeton 17:1                        | Röse             |              | Grimeton, Halland   |       | 57.123415, 12.433888 | 10144900170001 | Ladda upp en bild av detta fornminne      |
| Grimeton 17:2                        | Stensättning     |              | Grimeton, Halland   |       | 57.123490, 12.433682 | 10144900170002 | Ladda upp en bild av detta fornminne      |
| Grimeton 17:4                        | Stensättning     |              | Grimeton, Halland   |       | 57.122900, 12.434763 | 10144900170004 | Ladda upp en bild av detta fornminne      |
| Grimeton 18:1                        | Hög              |              | Grimeton, Halland   |       | 57.123588, 12.436252 | 10144900180001 | Ladda upp en bild av detta fornminne      |
| Grimeton 18:2                        | Hög              |              | Grimeton, Halland   |       | 57.123360, 12.436770 | 10144900180002 | Ladda upp en bild av detta fornminne      |
| Grimeton 18:3                        | Hög              |              | Grimeton, Halland   |       | 57.123204, 12.436982 | 10144900180003 | Ladda upp en bild av detta fornminne      |
| Grimeton 19:1                        | Stensättning     |              | Grimeton, Halland   |       | 57.125526, 12.433806 | 10144900190001 | Ladda upp en bild av detta fornminne      |
| Grimeton 19:2                        | Hög              |              | Grimeton, Halland   |       | 57.125905, 12.433225 | 10144900190002 | Ladda upp en bild av detta fornminne      |
| Grimeton 19:3                        | Hög              |              | Grimeton, Halland   |       | 57.126156, 12.432854 | 10144900190003 | Ladda upp en bild av detta fornminne      |
| Grimeton 20:1                        | Hög              |              | Grimeton, Halland   |       | 57.124236, 12.435943 | 10144900200001 | Ladda upp en bild av detta fornminne      |
| Grimeton 21:1                        | Hög              |              | Grimeton, Halland   |       | 57.125141, 12.436784 | 10144900210001 | Ladda upp en bild av detta fornminne      |
| Grimeton 22:1                        | Hög              |              | Grimeton, Halland   |       | 57.126492, 12.439764 | 10144900220001 | Ladda upp en bild av detta fornminne      |
| Grimeton 23:1                        | Hög              |              | Grimeton, Halland   |       | 57.127799, 12.437644 | 10144900230001 | Ladda upp en bild av detta fornminne      |
| Grims hög (Grimeton 25:1)            | Hög              |              | Grimeton, Halland   |       | 57.125762, 12.442364 | 10144900250001 | Ladda upp en bild av detta fornminne      |
| Grimeton 26:1                        | Hög              |              | Grimeton, Halland   |       | 57.124406, 12.442408 | 10144900260001 | Ladda upp en bild av detta fornminne      |
| Grimeton 28:1                        | Hög              |              | Grimeton, Halland   |       | 57.113417, 12.392794 | 10144900280001 | Ladda upp en bild av detta fornminne      |
| Grimeton 29:1                        | Hög              |              | Grimeton, Halland   |       | 57.112595, 12.391387 | 10144900290001 | Ladda upp en bild av detta fornminne      |
| Grimeton 32:1                        | Gravfält         |              | Grimeton, Halland   |       | 57.127009, 12.476897 | 10144900320001 | Ladda upp en bild av detta fornminne      |
| Grimeton 33:1                        | Hällristning     |              | Grimeton, Halland   |       | 57.112801, 12.428167 | 10144900330001 | Ladda upp en bild av detta fornminne      |
| Klockekulle (Grimeton 36:1)          | Hög              |              | Grimeton, Halland   |       | 57.123975, 12.451920 | 10144900360001 | Ladda upp en bild av detta fornminne      |
| Grimeton 39:1                        | Röse             |              | Grimeton, Halland   |       | 57.119861, 12.456337 | 10144900390001 | Ladda upp en bild av detta fornminne      |
| Grimeton 40:1                        | Stensättning     |              | Grimeton, Halland   |       | 57.118916, 12.457285 | 10144900400001 | Ladda upp en bild av detta fornminne      |
| Grimeton 41:1                        | Stensättning     |              | Grimeton, Halland   |       | 57.119399, 12.456182 | 10144900410001 | Ladda upp en bild av detta fornminne      |
| Grimeton 41:2                        | Stensättning     |              | Grimeton, Halland   |       | 57.119477, 12.456075 | 10144900410002 | Ladda upp en bild av detta fornminne      |
| Grimeton 41:3                        | Röse             |              | Grimeton, Halland   |       | 57.119557, 12.455407 | 10144900410003 | Ladda upp en bild av detta fornminne      |
| Grimeton 41:4                        | Stensättning     |              | Grimeton, Halland   |       | 57.119843, 12.455331 | 10144900410004 | Ladda upp en bild av detta fornminne      |
| Grimeton 43:1                        | Stensättning     |              | Grimeton, Halland   |       | 57.120559, 12.451958 | 10144900430001 | Ladda upp en bild av detta fornminne      |
| Grimeton 44:1                        | Hög              |              | Grimeton, Halland   |       | 57.118868, 12.450628 | 10144900440001 | Ladda upp en bild av detta fornminne      |
| Grimeton 44:2                        | Stensättning     |              | Grimeton, Halland   |       | 57.119113, 12.451332 | 10144900440002 | Ladda upp en bild av detta fornminne      |
| Grimeton 45:1                        | Stensättning     |              | Grimeton, Halland   |       | 57.118094, 12.461725 | 10144900450001 | Ladda upp en bild av detta fornminne      |
| Grimeton 47:1                        | Stensättning     |              | Grimeton, Halland   |       | 57.117620, 12.459504 | 10144900470001 | Ladda upp en bild av detta fornminne      |
| Grimåsaberget (Grimeton 49:1)        | Fornborg         |              | Grimeton, Halland   |       | 57.115396, 12.451132 | 10144900490001 | Ladda upp en bild av detta fornminne      |
| Grimeton 50:1                        | Hög              |              | Grimeton, Halland   |       | 57.115277, 12.456037 | 10144900500001 | Ladda upp en bild av detta fornminne      |
| Grimeton 50:2                        | Hög              |              | Grimeton, Halland   |       | 57.115103, 12.455607 | 10144900500002 | Ladda upp en bild av detta fornminne      |
| Grimeton 50:3                        | Stensättning     |              | Grimeton, Halland   |       | 57.115163, 12.454857 | 10144900500003 | Ladda upp en bild av detta fornminne      |
| Grimeton 51:1                        | Röse             |              | Grimeton, Halland   |       | 57.114562, 12.451625 | 10144900510001 | Ladda upp en bild av detta fornminne      |
| Grimeton 51:2                        | Stensättning     |              | Grimeton, Halland   |       | 57.114719, 12.452420 | 10144900510002 | Ladda upp en bild av detta fornminne      |
| Grimeton 52:1                        | Stensättning     |              | Grimeton, Halland   |       | 57.112360, 12.447223 | 10144900520001 | Ladda upp en bild av detta fornminne      |
| Grimeton 54:1                        | Hög              |              | Grimeton, Halland   |       | 57.119992, 12.430390 | 10144900540001 | Ladda upp en bild av detta fornminne      |
| Grimeton 54:2                        | Hög              |              | Grimeton, Halland   |       | 57.120061, 12.429971 | 10144900540002 | Ladda upp en bild av detta fornminne      |
| Grimeton 54:3                        | Hög              |              | Grimeton, Halland   |       | 57.120209, 12.429478 | 10144900540003 | Ladda upp en bild av detta fornminne      |
| Grimeton 54:5                        | Hög              |              | Grimeton, Halland   |       | 57.119461, 12.431995 | 10144900540005 | Ladda upp en bild av detta fornminne      |
| Grimeton 54:6                        | Hög              |              | Grimeton, Halland   |       | 57.119417, 12.432378 | 10144900540006 | Ladda upp en bild av detta fornminne      |
| Grimeton 54:7                        | Hög              |              | Grimeton, Halland   |       | 57.119369, 12.432895 | 10144900540007 | Ladda upp en bild av detta fornminne      |
| Grimeton 63:1                        | Stensättning     |              | Grimeton, Halland   |       | 57.104202, 12.439064 | 10144900630001 | Ladda upp en bild av detta fornminne      |
| Kisterör (Grimeton 64:1)             | Stensättning     |              | Grimeton, Halland   |       | 57.101624, 12.442950 | 10144900640001 | Ladda upp en bild av detta fornminne      |
| Grimeton 65:1                        | Röse             |              | Grimeton, Halland   |       | 57.114975, 12.461750 | 10144900650001 | Ladda upp en bild av detta fornminne      |
| Grimeton 66:1                        | Röse             |              | Grimeton, Halland   |       | 57.093149, 12.443545 | 10144900660001 | Ladda upp en bild av detta fornminne      |
| Grimeton 67:1                        | Hög              |              | Grimeton, Halland   |       | 57.096517, 12.449451 | 10144900670001 | Ladda upp en bild av detta fornminne      |
| Grimeton 68:1                        | Röse             |              | Grimeton, Halland   |       | 57.092252, 12.439820 | 10144900680001 | Ladda upp en bild av detta fornminne      |
| Dyre kyrkogård (Grimeton 76:1)       | Begravningsplats |              | Grimeton, Halland   |       | 57.093621, 12.473310 | 10144900760001 | Ladda upp en bild av detta fornminne      |
| Grimeton 77:1                        | Hög              |              | Grimeton, Halland   |       | 57.107331, 12.417290 | 10144900770001 | Ladda upp en bild av detta fornminne      |
| Kopparrör (Grimeton 78:1)            | Hög              |              | Grimeton, Halland   |       | 57.107644, 12.418198 | 10144900780001 | Ladda upp en bild av detta fornminne      |
| Grimeton 81:1                        | Stensättning     |              | Grimeton, Halland   |       | 57.110189, 12.412681 | 10144900810001 | Ladda upp en bild av detta fornminne      |
| Lopperör (Grimeton 83:1)             | Stensättning     |              | Grimeton, Halland   |       | 57.109639, 12.408912 | 10144900830001 | Ladda upp en bild av detta fornminne      |
| Grimeton 84:1                        | Hög              |              | Grimeton, Halland   |       | 57.112450, 12.408816 | 10144900840001 | Ladda upp en bild av detta fornminne      |
| Grimeton 84:2                        | Hög              |              | Grimeton, Halland   |       | 57.112060, 12.408841 | 10144900840002 | Ladda upp en bild av detta fornminne      |
| Grimeton 85:1                        | Hällristning     |              | Grimeton, Halland   |       | 57.107463, 12.416242 | 10144900850001 | Ladda upp en bild av detta fornminne      |
| Grimeton 86:3                        | Hög              |              | Grimeton, Halland   |       | 57.103423, 12.410315 | 10144900860003 | Ladda upp en bild av detta fornminne      |
| Sprättekullen (Grimeton 90:1)        | Gravfält         |              | Grimeton, Halland   |       | 57.107668, 12.397543 | 10144900900001 | Ladda upp en bild av detta fornminne      |
| Grimeton 91:1                        | Stensättning     |              | Grimeton, Halland   |       | 57.106108, 12.400969 | 10144900910001 | Ladda upp en bild av detta fornminne      |
| Grimeton 92:1                        | Hög              |              | Grimeton, Halland   |       | 57.103663, 12.402563 | 10144900920001 | Ladda upp en bild av detta fornminne      |
| Grimeton 92:2                        | Stensättning     |              | Grimeton, Halland   |       | 57.103796, 12.402429 | 10144900920002 | Ladda upp en bild av detta fornminne      |
| Grimeton 93:1                        | Hög              |              | Grimeton, Halland   |       | 57.102168, 12.406047 | 10144900930001 | Ladda upp en bild av detta fornminne      |
| Grimeton 93:2                        | Stensättning     |              | Grimeton, Halland   |       | 57.102304, 12.405864 | 10144900930002 | Ladda upp en bild av detta fornminne      |
| Grimeton 94:1                        | Hög              |              | Grimeton, Halland   |       | 57.101729, 12.402375 | 10144900940001 | Ladda upp en bild av detta fornminne      |
| Grimeton 94:2                        | Hög              |              | Grimeton, Halland   |       | 57.101484, 12.402392 | 10144900940002 | Ladda upp en bild av detta fornminne      |
| Grimeton 94:3                        | Hög              |              | Grimeton, Halland   |       | 57.100895, 12.402177 | 10144900940003 | Ladda upp en bild av detta fornminne      |
| Grimeton 95:1                        | Hög              |              | Grimeton, Halland   |       | 57.099886, 12.395909 | 10144900950001 | Ladda upp en bild av detta fornminne      |
| Grimeton 96:1                        | Gravfält         |              | Grimeton, Halland   |       | 57.102313, 12.409158 | 10144900960001 | Ladda upp en bild av detta fornminne      |
| Grimeton 145:1                       | Stensättning     |              | Grimeton, Halland   |       | 57.098487, 12.397215 | 10144901450001 | Ladda upp en bild av detta fornminne      |
| Grimeton 145:2                       | Stensättning     |              | Grimeton, Halland   |       | 57.098594, 12.396975 | 10144901450002 | Ladda upp en bild av detta fornminne      |
| Grimeton 159:1                       | Stensättning     |              | Grimeton, Halland   |       | 57.099967, 12.386402 | 10144901590001 | Ladda upp en bild av detta fornminne      |